# Toxorhynchites brevipalpis
Toxorhynchites brevipalpis är en tvåvingeart som beskrevs av Theobald 1901. Toxorhynchites brevipalpis ingår i släktet Toxorhynchites och familjen stickmyggor. Inga underarter finns listade i Catalogue of Life.